# 福建金門地方法院
福建金門地方法院，是中華民國的三級法院之一，位於中華民國行政區劃中的福建省金門縣，屬於普通法院，通常又被簡稱為金門地方法院或金門地院。

## 沿革

### 清末民初
金門過去屬福建省同安縣（今廈門市），在清朝時期訟獄概由縣丞掌理，民國初期猶然，直至1914年始裁廢縣丞，由思明（廈門）道派員駐金門辦理訴訟事件，惟因海盜及械鬥案件頻仍，而思明道派駐人員職卑權輕，人民遇有案件，仍須渡海訴訟，故海外華僑及地方士紳，先後請命設縣，是1915年7月金門始奉准設縣，範圍包括金門島、烈嶼、大嶝及小嶝等4島。
惟設縣以後，仍由行政官員兼理司法事務，彼時即為縣知事之職權，迨至1919年始專設承審員佐理審判之事，司法人員乃成正式編制。至於重大案件，是由廈門地方審判廳受理，該廳於1927年改制為地方法院。

### 1938年－1949年
1938年10月，金門島及烈嶼為侵華之日軍所占，日本方面起先是由維持會警察科處理司法事件；直到1941年6月，才由汪兆銘政權下轄廈門地方法院成立之金門分院掌理。至於金門縣僅餘之大嶝及小嶝島之民刑事訴訟案件則合併由中華民國南安縣司法處管轄。
1945年，日本戰敗，二次大戰結束，金門回歸中華民國政府後設金門縣司法處，審判官由福建高等法院派員擔任，當時院檢不分，司法處之檢察事務係由縣長兼理。

### 1949年－迄今
原先司法處係於金城鎮舊基督教堂辦公，後於1949年另建築院舍在清朝縣丞署及育嬰堂舊址之部分基地。惟同年中國共產黨軍隊於國共內戰中一連串的勝利後南進福建，占領大嶝及小嶝，金門司法人員逃離，業務停頓，至1950年7月始行恢復，而處址則為軍方使用。
1952年1月，縣司法組織條例重新制定，刪除於縣政府設立縣司法處之規定，然金門縣司法處直至1956年3月始正式改制為福建金門地方法院。

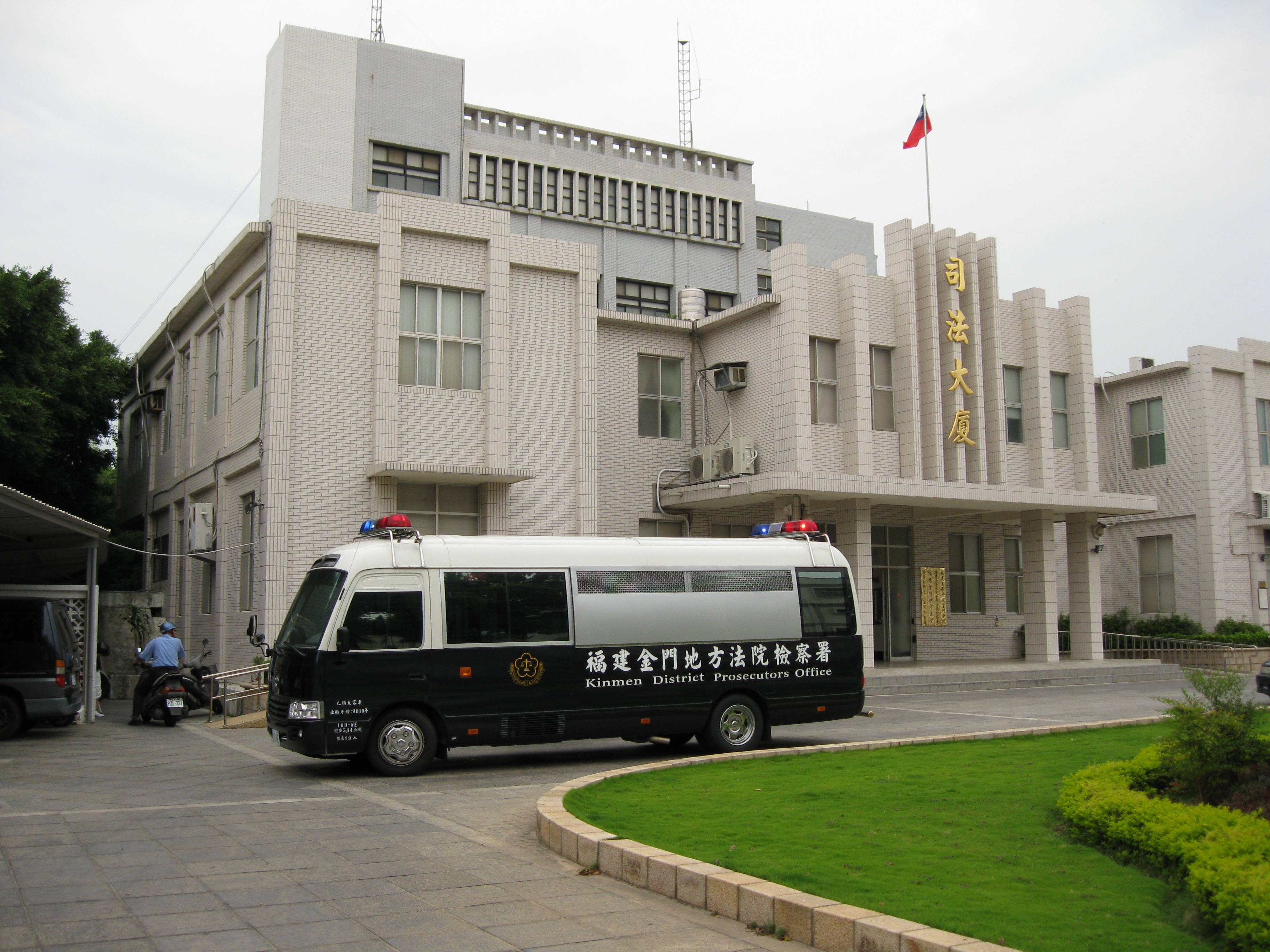
金門司法大廈

本院建立後，起初借用民房做為辦公處所，並有數次遷移；後以院舍簡陋，於1963年7月起由兵工支援，在現址建造鋼筋水泥二層辦公樓建築，並於同年12月完成。1964年3月20日行落成典禮。
1969年6月，成立連江民事庭，馬祖地區之民事案件亦歸本縣掌理。1987年10月10日復因解嚴之故，亦成立連江刑事庭。
本院金城簡易庭於1991年7月設置於院內，處理民刑事等簡易案件。後因於1992年增建為五層辦公大樓，以因應人員、業務之增加。
2003年12月31日，原連江庭成立連江地方法院，馬祖地區之民刑事訴訟及非訟事件改隸連江地方法院至今。

## 管轄區域
| 庭區       | 管轄區域   | 備註                                                                 |
| ---------- | ---------- | -------------------------------------------------------------------- |
| 金城簡易庭 | 金門縣全縣 | 簡易庭受理第一審民、刑事訴訟簡易事件及違反社會秩序維護法案件之審理。 |

## 組織
- 院長

### 依法成立之各委員會
- 考績委員會
- 法官自律委員會

### 行政
- 書記處
  - 民事紀錄科
  - 刑事紀錄科
  - 文書科
  - 總務科
  - 研考科
  - 訴訟輔導科
  - 法警室
- 人事室
- 政風室
- 會計室
- 統計室
- 資訊室

### 非訟
- 公證處
- 提存所
- 登記處

### 輔助
- 民事執行處
  - 民事執行紀錄科
- 觀護人室

### 審判
- 民事庭
  - 民事紀錄科
- 刑事庭
  - 刑事紀錄科
- 少年法庭
- 家事法庭
- 簡易庭
  - 簡易庭紀錄科

## 特色
- 金門地方法院轄區面積較小，人口亦少，民風淳樸，因此收案不多。早年更因部分案件直接適用軍法而案件量更少。雖自1992年11月7日終止戰地政務後，民事、刑事等案件明顯增加，然仍屬中華民國法院中業務量較輕者。

## 歷任院長
| 姓名   | 任期                       |      |
| 院長   | 院長                       | 院長 |
| ------ | -------------------------- | ---- |
| 韓巨韜 | 45年3月~51年5月            |      |
| 魏德昌 | 51年5月7日~53年3月20日     |      |
| 史英   | 53年3月~54年5月            |      |
| 呂有文 | 54年5月~56年9月            |      |
| 翟宗泉 | 56年9月~58年12月           |      |
| 孫嘉祿 | 58年12月~61年8月           |      |
| 陳涵   | 61年8月~64年1月            |      |
| 丁道生 | 64年1月~65年10月           |      |
| 李光化 | 65年10月~67年9月           |      |
| 田正恆 | 67年9月~69年12月           |      |
| 吳天惠 | 69年12月~71年12月          |      |
| 黃向堅 | 71年12月~73年7月           |      |
| 陳健民 | 73年7月~75年12月           |      |
| 郭仁和 | 75年12月~77年4月           |      |
| 蔡秀雄 | 77年4月~79年3月            |      |
| 沈守敬 | 79年3月~80年11月           |      |
| 黃水通 | 80年11月~82年3月           |      |
| 洪政雄 | 82年3月~84年4月            |      |
| 林開任 | 84年4月~86年3月            |      |
| 陳孟瑩 | 86年3月~88年11月           |      |
| 王增瑜 | 88年11月~90年11月          |      |
| 蕭廣政 | 90年11月~92年12月          |      |
| 陳中和 | 92年12月~94年10月          |      |
| 康樹正 | 94年10月~100年10月         |      |
| 蔡美美 | 100年10月~104年9月         |      |
| 林春長 | 104年12月28日~108年8月     |      |
| 莊深淵 | 108年8月28日~110年12月27日 |      |
| 陳弘能 | 110年12月27日~112年8月30日 |      |
| 陳連發 | 112年8月30日～             |      |

## 外部連結
- 金門地方法院首頁 （页面存档备份，存于）（中文）（英文）